# Caspian Airlines
Caspian Airlines jsou íránské aerolinie sídlící v Teheránu. Hlavním letištěm je Mezinárodní letiště Imáma Chomejního.

## Historie
Společnost byla založena v roce 1993 a letecký provoz zahájila v září téhož roku. Caspian Airlines nabízí vnitrostátní lety v Íránu (Tabríz, Ahvaz, Kish a Mašhad) a mezinárodní lety do Arménie (Jerevan) a Ukrajiny (Kyjev, Minsk), stejně jako do Budapešti, Damašku nebo Dubaje a dalších.

## Havárie
15. července 2009 se letoun Tu-154M Caspian Airlines na letu RV7908 z Teheránu do Jerevanu zřítil u vesnice Jannatabad poblíž íránského města Kazvin na severozápadě země. Ze 153 cestujících a 15 členů posádky nikdo nepřežil. Stroj spadl 16 minut po startu. Pilot předtím hlásil technické problémy a hledal místo pro nouzové přistání. Jeden z motorů letadla začal hořet a stroj po nárazu v 11:33 místního času také. 